# 辛昂
辛昂（？—？），字进君，陇西郡狄道县（今甘肃省定西市临洮县）人，北魏、西魏、北周官员。

## 生平
辛昂年仅数岁时就有成年人一样的志向，有善于看相的人对辛昂的父亲辛仲略说：“您的家族虽然世代担任高官，但是名德富贵，没有超过这个孩子的。”辛仲略也看重辛昂的志气，认为看相人说得很对。辛昂虚岁十八时，侯景征辟他出任行台郎中，加号镇远将军。后来侯景归附西魏，辛昂也因此归附，出任丞相府行参军。大统十四年（548年），朝廷追论辛昂归附的功勋，封为襄城县男，食邑二百户，辛昂又转任丞相府田曹参军。
西魏废帝二年（553年），尉迟迥伐蜀，辛昂受招募从军。蜀中平定后，辛昂以军功出任辅国将军、都督。尉迟迥上表朝廷请辛昂出任陇州长史，兼领龙安郡太守。陇州山谷环绕，原来的百姓桀骜不驯。辛昂的威严和恩惠远近闻名，官吏和百姓畏惧敬爱他。尉迟迥认为辛昂善于行政，又上表朝廷请求辛昂代理成都县县令。辛昂到了成都县，马上与儒生们祭祀文翁学堂，一起宴饮。辛昂对儒生们：“为人子要孝顺，做人臣要忠诚，做老师要严格，做朋友要讲信用，做人的原则就应该如此。如果不是这样去做，怎么可以成名。各位应该自勉，能够成就美誉。”辛昂言辞恳切，道理精到，儒生们深为感动而明悟，回去后告诉父老乡亲们说：“辛君如此教导劝诫，不可以违背。”于是成都县市井安然，都服从辛昂的教化。辛昂升任梓潼郡太守，进位帅都督，加通直散骑常侍。北周六官建立后，辛昂回朝出任司隶上士，袭爵繁昌县公。
周明帝宇文毓初年，辛昂出任天官府上士，加大都督。武成二年（560年），辛昂出任小职方下大夫，治小兵部。保定二年（562年），辛昂升任车骑大将军、仪同三司，转任小吏部。保定四年（564年），北周东征北齐，辛昂与大将军权景宣攻克豫州，以军功获赏赐布帛二百匹。
当时益州富饶，是国家的财政来源。沿途艰险，经常被盗贼所困扰。周武帝宇文邕诏令辛昂出使梁州和益州，民政和军务都委托辛昂决定。辛昂安抚训导荒凉蔽塞地区的百姓，安置城镇，数年内，治安好转。天和元年（566年），陆腾讨伐信州的蛮族，很长时间没有攻克。周武帝诏令辛昂从通州、渠州等地运输粮草供给陆腾。当时临州、信州、楚州、合州等地的民众很多参与叛乱。辛昂以利害关系进行劝说，归附者很多。辛昂于是命令老弱运输粮食，壮年参加作战，民众都愿意为辛昂效力，没有怨恨的。辛昂出使返回后，又遇到巴州万荣郡百姓反叛，围攻郡城，断绝山路，辛昂对自己的同伴说：“叛徒凶恶，暴乱到了如此地步！如果向上报告，也许会拖延十天一个月，孤城没有救援，必定会沦陷敌手。要救身边溺水的人，怎么能远求越国的人。如果对百姓有利，可以专断。”辛昂于是在开州和通州二州招募得三千人，日夜兼程，出其不意。辛昂又下令部下都唱起中原的歌曲，一直向叛军营寨前进。叛军没想到有军队来进攻，认为是大军前来救援，于是望风瓦解，万荣郡得以安定。北周朝廷对辛昂随机应变解救万荣郡之事加以奖励，诏令梁州总管、杞国公宇文亮当即在军中赏赐辛昂奴婢二十人、丝绸四百匹。宇文亮又以辛昂在宕渠一带威信很高，于是上表请求任命辛昂出任渠州刺史。辛昂很快转任通州刺史。辛昂真心信义待人，非常得少数民族的欢心。任期届满之后辛昂回到京城，少数民族的首领都跟随辛昂前往京城朝拜。因为辛昂普施教化于少数民族和汉族，升任骠骑大将军、开府仪同三司。
当时晋公宇文护执政，辛昂逐渐受到宇文护的亲近，周武帝因此很是讨厌辛昂。等到宇文护被杀后，辛昂被加以杖击，因此而死。

## 家庭

### 祖父
- 辛文□，北魏□威将军、仪同三司、散骑常侍、太常卿、秦州刺史、许昌侯[11]

### 父亲
- 辛仲略，北魏骠骑大将军、开府仪同三司、散骑常侍、侍中、秘书监、□□将军、南雍州刺史、广州刺史、繁昌公[11]

### 兄弟
- 辛义良，北周纯州别驾、隋朝汝州长史[11]

### 子女
- 辛弘纳，隋朝博平县县令、繁昌公